# Empire Special Award
Les Special Awards sont des prix qui sont décernés chaque année depuis 2000 par le magazine de cinéma britannique Empire, récompensant une contribution au cinéma britannique.
Les récompenses sont votées par les lecteurs du magazine, concernant les films sortis l'année précédant celle de la cérémonie.

## Palmarès

### Années 2000
- 2000 : Industrial Light & Magic (ILM)
- 2001 : Aucune récompense
- 2002 : Aucune récompense
- 2003 : Aucune récompense
- 2004 : Aucune récompense
- 2005 : Eric Fellner et Tim Bevan (Working Title Films) et Quentin Tarantino, « icône de la décennie »
- 2006 : Les films de Harry Potter (Harry Potter à l'école des sorciers, Harry Potter et la Chambre des secrets, Harry Potter et le Prisonnier d'Azkaban, Harry Potter et la Coupe de feu)
- 2007 : Aucune récompense
- 2008 : Shane Meadows
- 2009 : Danny Boyle et Russell Crowe, « acteur de notre génération »

### Années 2010
- 2010 : Aucune récompense
- 2011 : Aucune récompense